# Africactenus longurio
Africactenus longurio là một loài nhện trong họ Ctenidae.
Loài này thuộc chi Africactenus. Africactenus longurio được Eugène Simon miêu tả năm 1910.